# Жангу Макрој
Жангу Макрој (хол. Jeangu Macrooy; (ʒɑ̃ːŋˈɡy maːˈkroːi); Парамарибо, 6. новембар 1993) је суринамски кантаутор. Рођен је у Парамарибу, а од 2014. живи у Холандији у источном граду Енсхеду у региону Twente. Његова публика је у Холандији, Суринаму, а све више у Белгији, Француској и Немачкој.

## Каријера
Године 2011, заједно са својим братом близанцем Ксиланом, Макрој је основао бенд Between Towers. Њихов први и једини албум Stars on My Radio, изашао је 2013. године. Након што је две године студирао на Конзерваторијуму у Суринаму у Парамарибу, преселио се у Холандију 2014. да би студирао писање песама на АртЕЗ конзерваторијуму у Енсхеду.
Током наступа на конзерваторијуму, Макрој је упознао музичког продуцента Perquisite и потписао је уговор са његовом издавачком кућом Unexpected Records убрзо у децембру 2015. године. Макројев дебитантски ЕП Brave Enough појавио се у априлу 2016. године, а његов први сингл „Gold” коришћен је у реклами за ХБО. Годину дана касније, у априлу 2017, Макрој је објавио свој први соло албум High on You.
Његова песма "High on You" постигла је велики успех у Суринаму и нашла се на врху суринамских националних топ листа.
Дана 10. јануара 2020. године објављено је да ће Макрој представљати Холандију на такмичењу за Песму Евровизије 2020. у Ротердаму.  Након отказивања такмичења због пандемије КОВИД-19, најављено је да ће он још једном представљати земљу на Песми Евровизије 2021. године. Жангу је трећи холандски извођач Евровизије са суринамским пореклом.
Песма "Birth of a New Age" је била прва песма на Евровизији која садржи језик Сранан Тонго. Пошто је Холандија била земља домаћин такмичења 2021. године, Жангу се аутоматски квалификовао у финале, где је заузео 23. место.
Мацроои је био редован гост у холандској емисији De Wereld Draait Doo. Поред извођења сопствене музике, одао је почаст другим уметницима, укључујући Стивија Вондера, Џорџа Мајкла итд. Током сезоне 2018–2019, Мацроои је певао неколико песама Пола Сајмона и Елтона Џона који су најавили своје опроштајне турнеје раније 2018. године.

## Лични живот
Мацроои има брата близанца, Ксилана Макроја, који је такође певач и један од пратећих вокала у бенду Jeangu Macrooy.
Жангу је говорио о важности да буде отворени геј узор младим Суринама, земљи у којој се геј култура често сматра табу темом.

## Дискографија

### Студијски албуми
| Назив       | Година |
| ----------- | ------ |
| High on You | 2017   |
| Horizon     | 2019   |

### Синглови
| Назив                 | Година |
| --------------------- | ------ |
| "Gold"                | 2016   |
| "To Love Is to Hurt"  | 2016   |
| "Brave Enough"        | 2016   |
| "Step Into the Water" | 2017   |
| "Crazy Kids"          | 2017   |
| "High On You"         | 2017   |
| "Tell Me Father"      | 2017   |
| "How Much I Love You" | 2018   |
| "Dance with Me"       | 2018   |
| "Shake Up This Place" | 2019   |
| "Second Hand Lover"   | 2019   |
| "Grow"                | 2020   |
| "Birth of a New Age"  | 2021   |
| "A Little Greener"    | 2021   |
| "Worship"             | 2022   |
| "Admit It"            | 2022   |